# Уводь
У́водь (рос. Уводь) — річка в Івановській й Владимирській області; ліва притока Клязьми.
- Довжина — 185 км, площа басейну 3 770 км², середня витрата за 30 кілометрів від устя — 19 м³/сек

На річці розташовані міста Іваново і Кохма.